# Ergebnisse der Kommunalwahlen in Dresden
| Sitzverteilung ab 2024Insgesamt 70 Sitze - Linke: 5 - BSW: 5 - SPD: 6 - Grüne: 10 - Piraten: 2 - PARTEI: 1 - DissDD: 1 - Volt: 1 - Freie Bürger Dresden: 1 - FDP: 2 - FW: 2 - CDU: 13 - Team Zastrow: 6 - AfD: 14 - FS: 1 | Sitzverteilung im Dresdner Stadtrat 2024 (nach Fraktionen)Insgesamt 70 Sitze - Linke: 5 - BSW: 5 - SPD: 6 - Grüne: 10 - PVP-Kooperation (2 Piraten, 1 PARTEI, 1 Volt): 4 - FDP/FB (inkl. 1 TZ): 4 - CDU: 13 - Team Zastrow (inkl. 1 FW): 6 - AfD (inkl. 1 FW): 15 - fraktionslos (1 FS, 1 DissDD): 2 |

In den folgenden Listen werden die Ergebnisse der Kommunalwahlen in Dresden aufgelistet. Es werden im ersten Teil die Ergebnisse der Wahlen zum Stadtverordnetenkollegium zwischen 1919 und 1932 angegeben, im zweiten Teil die Ergebnisse der Stadtratswahlen ab 1990. Im dritten Teil stehen die Stadtbezirksbeiratswahlergebnisse ab 2019 und die Ortschaftsratswahlergebnisse ab 1999.
Es werden nur diejenigen Parteien und Wählergruppen aufgelistet, die bei wenigstens einer Wahl mindestens zwei Prozent der gültigen Stimmen erhalten haben. Bei mehrmaligem Überschreiten dieser Grenze werden auch Ergebnisse ab einem Prozent aufgeführt. Das Feld der Partei, die bei der jeweiligen Wahl die meisten Stimmen bzw. Sitze erhalten hat, ist farblich gekennzeichnet.

## Kommunalwahlen 1919–1933

### Parteien zur Zeit der Weimarer Republik
Die Parteien und Wählergruppen traten bis einschließlich 1924 nicht unter ihrem Namen an, sondern unter dem Namen des ersten Kandidaten auf ihrer Liste als Listenkopf.
- ASPD: Alte Sozialdemokratische Partei Deutschlands
  - 1926 als ASPS: Alte Sozialdemokratische Partei Sachsens
- CSVD: Christlich-Sozialer Volksdienst
- DDP: Deutsche Demokratische Partei
  - 1919 als Beamte; Liste Eichler
  - 1921 als Beamte; Liste Oertel
  - 1924 als DDP; Liste Dr. Dehne
  - 1932 als DStP: Deutsche Staatspartei
- DNVP: Deutschnationale Volkspartei
  - 1919 als Bürgerlicher Ausschuss; Liste Thierfelder
  - 1921 gemeinsamer Antritt von Bürgerlichem Ausschuss und Freiem Ausschuss als Bürgerliche Einheitsliste; Liste Holst
  - 1924 als DNVP; Liste Kohlmann
  - 1933 als Kampffront Schwarz-Weiß-Rot
- DRP: Deutsche Rentner-Partei
- DsP: Deutschsoziale Partei
  - 1924 als Liste Bont
- DVFP: Deutschvölkische Freiheitspartei
  - 1926 als Völkisch-soziale Arbeitsgemeinschaft
- DVP: Deutsche Volkspartei
  - 1919 als Freier Ausschuss; Liste März
  - 1921 gemeinsamer Antritt von Bürgerlichem Ausschuss und Freiem Ausschuss als Bürgerliche Einheitsliste; Liste Holst
  - 1924 als DVP und Zentrum; Liste Dr. März
- KPD: Kommunistische Partei Deutschlands
  - 1921 als Liste Gäbel
  - 1924 als Liste Schreiter
- NSDAP: Nationalsozialistische Deutsche Arbeiterpartei
- SPD: Sozialdemokratische Partei Deutschlands
  - bis 1921 als MSPD; Liste Kühn
  - 1924 als VSPD; Liste Elsner
- ÜR: Überparteiliche Rechte
- USPD: Unabhängige Sozialdemokratische Partei Deutschlands
  - 1919 als Liste Hänel
  - 1921 als Liste Menke
  - 1924 als Liste Lunze
- VRP: Reichspartei für Volksrecht und Aufwertung
- Z: Deutsche Zentrumspartei
  - 1924 gemeinsamer Antritt mit der DVP als DVP und Zentrum; Liste Dr. März

### Wählergruppen zur Zeit der Weimarer Republik
- Beamte
  - 1924 als Liste Lubich
- DNG: Deutsche Notgemeinschaft
- ElrL: Einheitsliste der revolutionären Linken
- Eid: Eidgenossenschaft
- FBA: Freier bürgerlicher Ausschuss
- HB: Allgemeiner Hausbesitzerverein zu Dresden
  - 1924 als Liste Paul
- HW: Handwerk, Handel und Gewerbe
  - 1924 als Liste Kuntzsch
  - 1929 als Einheitsliste des Mittelstandes
  - 1932 als Handwerk, Gewerbe, Verkehr und sonstige Mittelstandsgruppen
- HG: Handel und Gewerbe
- PA: Privatangestellte
  - 1919 als Liste Wachsmuth
  - 1921 als Angestellte; Liste Schmidt

### Abkürzung
- Ges.: Gesamt
- Wbt.: Wahlbeteiligung

### Wahlen zum Stadtverordnetenkollegium 1919–1933
Stimmenanteile der Parteien in Prozent
| Jahr   | Wbt.  | SPD   | DDP   | DVP   | DNVP    | USPD | KPD  | HW  | HB  | ASPD | VRP | NSDAP    |
| ------ | ----- | ----- | ----- | ----- | ------- | ---- | ---- | --- | --- | ---- | --- | -------- |
| 19191, | 55,2  | 46,78 | 16,36 | 13,76 | 13,40   | 4,71 | –    | –   | –   | –    | –   | –        |
| 19212, | k. A. | 34,3  | 7,4   | 41,3  | bei DVP | 9,9  | 5,0  | –   | –   | –    | –   | –        |
| 19243, | k. A. | 27,7  | 9,0   | 14,8  | 12,8    | 0,6  | 13,4 | 9,9 | 3,5 | –    | –   | DsP 6,7  |
| 19264, | 67,3  | 34,9  | 5,8   | 12,8  | 11,4    | –    | 12,7 | 8,0 | 3,7 | 4,2  | 3,1 | DVFP 0,9 |
| 19295, | 74,5  | 37,2  | 6,9   | 15,8  | 9,0     | –    | 8,8  | 8,6 | 4,4 | 1,3  | 0,7 | 4,7      |
| 19326, | 68,9  | 29,9  | 2,2   | 4,7   | 5,9     | –    | 17,2 | 2,0 | 3,4 | –    | –   | 29,9     |

Fußnoten
1 1919: zusätzlich PA: 5,0 %

2 1921: zusätzlich PA: 2,0 %

3 1924: zusätzlich Beamte: 1,8 %

4 1926: zusätzlich Zentrum: 1,4 %, FBA: 0,8 % und ElrL: 0,2 %

5 1929: zusätzlich Zentrum: 1,5 %, DRP: 0,6 % und Eid: 0,5 %

6 1932: zusätzlich Zentrum: 1,6 %, CSVD: 1,4 %, HG: 0,8 %, ÜR: 0,5 %, VRP: 0,3 % und DNG: 0,2 %

Sitzverteilung
| Jahr  | Ges. | SPD | DDP | DVP | DNVP    | USPD | KPD | HW | HB | ASPD | VRP | NSDAP |
| ----- | ---- | --- | --- | --- | ------- | ---- | --- | -- | -- | ---- | --- | ----- |
| 19191 | 84   | 39  | 11  | 12  | 14      | 4    | –   | –  | –  | –    | –   | –     |
| 19212 | 84   | 30  | 6   | 35  | bei DVP | 8    | 4   |    |    |      |     |       |
| 19243 | 75   | 21  | 7   | 11  | 10      | –    | 10  | 7  | 3  | –    | –   | DsP 5 |
| 19264 | 75   | 26  | 5   | 10  | 9       | –    | 10  | 6  | 3  | 3    | 2   | –     |
| 19295 | 75   | 28  | 5   | 12  | 7       | –    | 7   | 7  | 3  | –    | 1   | 4     |
| 19326 | 75   | 22  | 2   | 4   | 4       | –    | 13  | 1  | 3  | –    | –   | 22    |
| 19337 | 53   | 18  | –   | 2   | 5       | –    | –   | –  | –  | –    | –   | 26    |

Fußnoten
1 1919 zusätzlich: PA: 4 Sitze

2 1921: zusätzlich: PA: 1 Sitz. Die bürgerliche Einheitsliste bzw. die bürgerlichen Listen teilten sich im Gremium auf Parteifraktionen auf: DNVP (13), DDP (12), DVP (17), später DVP 16. MSPD: 30, KPD 5 durch Wechsel von DVP zur SPD und SPD zur KPD

3 1924: von der gemeinsamen Liste von DVP und Zentrum entfielen 10 Sitze auf die DVP und 1 Sitz auf das Zentrum. Zusätzlich: Beamte: 1 Sitz

4 1926: zusätzlich: Z: 1 Sitz

5 1929: zusätzlich: Z: 1 Sitz

6 1932: zusätzlich: CSVD: 1 Sitz, HG: 1 Sitz, ÜR: 1 Sitz und Z: 1 Sitz

7 1933: Neubildung des Stadtverordnetenkollegiums auf Basis des ersten "Gleichschaltungsgesetzes" vom 31. März 1933 entsprechend dem Ergebnis der Reichstagswahl vom 5. März 1933 im Stadtgebiet. Stimmen und Sitze der KPD wurden laut § 12 dabei nicht berücksichtigt. Dadurch hatte das Gremium nur noch 53 Sitze. Die letzten Vertreter der SPD verloren ihr Mandat durch die „Verordnung zur Sicherung der Staatsführung“ des Reichsinnenministers Wilhelm Frick vom 7. Juli 1933. Zusätzlich: CSVD: 1 Sitz und Z: 1 Sitz

## Kommunalwahlen seit 1990

### Parteien
- AfD: Alternative für Deutschland
- B’90/Grüne: Bündnis 90/Die Grünen → Grüne
- B.F.D.: Bund Freier Demokraten → 1990: FDP
- BSW: Bündnis Sahra Wagenknecht
- CDU: Christlich Demokratische Union Deutschlands
  - 1990 als Demokratische Union: gemeinsame Liste von CDU der DDR, Demokratischer Aufbruch und Deutsche Forumpartei[12]
- CDU der DDR: Christlich-Demokratische Union Deutschlands der DDR → CDU
- DFD: Demokratischer Frauenbund Deutschlands
- Die PARTEI: Partei für Arbeit, Rechtsstaat, Tierschutz, Elitenförderung und basisdemokratische Initiative
- DSU: Deutsche Soziale Union
- FDP: Freie Demokratische Partei
  - 1990 als F.D.P.: Freie Demokratische Partei der DDR
- Grüne: B’90/Grüne
  - 1990 als Grüne Partei in der DDR
- Linke: Die Linke
  - bis 2004: PDS
- NF: Neues Forum (Forum)
  - 1990: als Bündnis 90, gemeinsame Liste mit Demokratie Jetzt
- NPD: Nationaldemokratische Partei Deutschlands
- PDS: Partei des Demokratischen Sozialismus → Linke
  - 1990: gemeinsame Liste mit Die Nelken und Kommunistische Partei Deutschlands
- Piraten: Piratenpartei Deutschland
- SPD: Sozialdemokratische Partei Deutschlands
  - 1990 als Sozialdemokratische Partei in der DDR
- T. Zastrow: Team Zastrow - Bündnis Sachsen 24[13]

### Wählergruppen
- AFW: Allgemeine Freie Wähler Cossebaude
- Aktiv: Aktiv für Oberwartha
- BILQ: Bürgerinitiative Lebensqualität
- BKH: Bürgerkomitee Hellerau
- BL: Bürgerliste Dresden
- BüBü: Bürgerbündnis
- DissDD: Dissident:innen Dresden
- FB: Freie Bürger
- FBD: Freie Bürger Dresden
- FKD: Für die Kleingärtner Dresdens
- FWA: Freie Wählervereinigung Altfranken
- FWD: Freie Wähler Dresden
- FWG: Freie Wähler Gompitz
- FWM: Freie Wählervereinigung Mobschatz
- FWO: Freie Wähler Oberwartha
- FWS: Wählervereinigung Schönborn
- FWV: Freie Wählervereinigung
  - 1990 als Gruppe der 20: Freie Wählervereinigung parteiloser Dresdner Bürger
- NB: Nationales Bündnis Dresden
- Neue: Wählervereinigung DIE NEUEN (Oberwartha)
- SFW: Sportfreunde Weixdorf
- WV WfDSO: Wählervereinigung "Wir für Dresden Südost"
- UFV: Unabhängiger Frauenverband
- UWS: Unabhängige Wähler Schönfeld-Weißig
- Vosi: Wählervereinigung Volkssolidarität
- WfH: Wir für´s Hochland
- ZWx: Zusammen für Weixdorf

### Abkürzung
- Ges.: Gesamt
- Wbt.: Wahlbeteiligung

### Stadtratswahlen
Stimmenanteile der Parteien in Prozent
| Jahr   | Wbt. | AfD  | CDU  | Grüne | SPD  | T. Zastrow | Linke | BSW | Piraten | FDP   | FBD | FWV | NPD | DSU | Vosi |
| ------ | ---- | ---- | ---- | ----- | ---- | ---------- | ----- | --- | ------- | ----- | --- | --- | --- | --- | ---- |
| 119901 | 71,3 |      | 39,3 | 4,3   | 9,6  |            | 15,3  |     |         | 25,52 |     | 5,7 |     | 8,5 | 1,3  |
| 319943 | 67,0 |      | 34,2 | 8,3   | 14,7 |            | 22,2  |     |         | 4,8   | 4,5 | 2,0 |     | 3,3 | 2,9  |
| 1999   | 53,7 |      | 42,8 | 5,8   | 13,2 |            | 24,2  |     |         | 4,0   | 2,3 | 1,5 |     | 2,9 | 2,5  |
| 420044 | 45,9 |      | 28,2 | 12,1  | 11,5 |            | 23,8  |     |         | 7,3   | 2,7 |     |     | 2,2 | 3,1  |
| 520095 | 49,0 |      | 31,0 | 15,4  | 12,3 |            | 16,2  |     |         | 12,1  | 5,2 |     | 3,7 | 1,2 |      |
| 2014   | 53,2 | 7,0  | 27,6 | 15,7  | 12,8 |            | 20,9  |     | 3,3     | 5,0   | 3,8 | 0,1 | 2,8 |     |      |
| 620196 | 66,9 | 17,1 | 18,3 | 20,5  | 8,8  |            | 16,2  |     | 2,4     | 7,5   | 1,5 | 5,3 | 0,6 |     |      |
| 720247 | 70,8 | 19,4 | 18,0 | 14,6  | 9,0  | 8,1        | 7,8   | 7,2 | 3,2     | 2,8   | 0,9 | 3,5 |     |     |      |

1 1990: zusätzlich: NF: 7,6 %, DFD: 0,8 %, UFV: 0,7 % und BKH: 0,6 %

2 FDP: 0,8 % und B.F.D.: 4,7 % traten getrennt an. Von den Mandaten entfielen 1 auf die FDP und 6 auf den B.F.D.

3 1994: zusätzlich: NF: 1,8 %

4 2004: zusätzlich: NB: 4,0 %, BL: 3,9 %

5 2009: zusätzlich: BüBü: 2,7 %

6 2019: zusätzlich: Die PARTEI: 1,8 %

7 2024: zusätzlich: Die PARTEI: 1,9 %, Freie Sachsen: 1,5 %, Volt: 1,2 %, DissDD: 1,0 %

Sitzverteilung
| Jahr   | Ges. | AfD | CDU | Grüne | SPD | T. Zastrow | Linke | BSW | FWV | Piraten | FDP | FBD | PARTEI | NPD | BüBü | NB | BL | Vosi | DSU | NF |
| ------ | ---- | --- | --- | ----- | --- | ---------- | ----- | --- | --- | ------- | --- | --- | ------ | --- | ---- | -- | -- | ---- | --- | -- |
| 119901 | 130  |     | 51  | 6     | 13  |            | 20    |     | 7   |         | 7   |     |        |     |      |    |    | 2    | 11  | 10 |
| 1994   | 70   |     | 25  | 6     | 11  |            | 16    |     | 1   |         | 3   | 3   |        |     |      |    |    | 2    | 2   | 1  |
| 1999   | 70   |     | 32  | 4     | 9   |            | 18    |     | 1   |         | 2   | 1   |        |     |      |    |    | 1    | 2   |    |
| 2004   | 70   |     | 21  | 9     | 8   |            | 17    |     |     |         | 5   | 2   |        |     |      | 3  | 2  | 2    | 1   |    |
| 2009   | 70   |     | 23  | 11    | 9   |            | 12    |     |     |         | 9   | 3   |        | 2   | 1    |    |    |      |     |    |
| 2014   | 70   | 53  | 21  | 11    | 92  |            | 15    |     |     | 2       | 3   | 2   |        | 2   |      |    |    |      |     |    |
| 2019   | 70   | 12  | 13  | 154   | 6   |            | 12    |     | 4   | 1       | 5   | 1   | 1      |     |      |    |    |      |     |    |
| 520245 | 70   | 14  | 13  | 10    | 6   | 6          | 5     | 5   | 2   | 2       | 2   | 1   | 1      |     |      |    |    |      |     |    |

Die Abgeordneten des Bürgerbündnisses (BüBü) und der Freien Bürger (FBD) bildeten nach der Wahl 2009 eine gemeinsame Fraktion.
Die Abgeordneten der Piraten schlossen sich nach der Wahl 2014 der Fraktion der Linke an. Ein Mandatsträger der Freien Bürger und die FDP bildeten 2014 eine gemeinsame Fraktion, dieser schloss sich Anfang 2016 ein ehemaliger Stadtrat der AfD-Fraktion an (Austritt Mitte 2015). Ab dem 15. November 2018 kam es durch den Fraktionsaustritt von drei SPD-Stadträten und dem Zusammenschluss mit einem Freien Bürger zur Bildung einer weiteren Fraktion, der Bürgerfraktion.
Ab dem 19. November 2019 schloss sich die fraktionslose Freie Bürgerin der CDU-Fraktion an. Ab dem 18. Mai 2021 kam es durch den Fraktionsaustritt von zwei Grünen-Stadträten und dem Zusammenschluss mit den PIRATEN und der PARTEI zur Bildung der Dissidenten-Fraktion.
1 zusätzlich: je 1 Sitz für BKH, DFD und UFV 

2 Durch Fraktionsaustritt ab 15. November 2018: 6 Mandatsträger

3 Durch Fraktionsaustritt Mitte 2015: 4 Mandatsträger

4 Durch Fraktionsaustritt ab 18. Mai 2021: 13 Mandatsträger

5 zusätzlich: je 1 Sitz für DissDD, Volt und Freie Sachsen 

## Stadtbezirksbeiratsratswahlen
Direkte Wahlen zu den Stadtbezirksbeiräten finden seit der Kommunalwahl 2019 statt. Sie lösen die bisherigen Ortsbeiräte ab, die auf Basis des Wahlergebnisses der Stadtratswahl in den jeweiligen Ortsamtsbereichen (heute Stadtbezirken) Altstadt, Neustadt, Pieschen, Klotzsche, Loschwitz, Blasewitz, Leuben, Prohlis, Plauen und Cotta vom Stadtrat bestellt wurden und weniger Kompetenzen hatten.

### Stadtbezirk Altstadt
| Jahr | Wbt. | AfD  | Grüne | CDU  | Linke | SPD  | T. Zastrow | FDP | PARTEI | Piraten | FS  | FB  | DissDD | FWD |
| ---- | ---- | ---- | ----- | ---- | ----- | ---- | ---------- | --- | ------ | ------- | --- | --- | ------ | --- |
| 2019 | 62,2 | 16,0 | 19,1  | 17,0 | 20,9  | 9,8  |            | 6,7 | 3,4    | 3,0     |     |     |        | 4,0 |
| 2024 | 64,6 | 18,6 | 17,9  | 17,8 | 12,6  | 11,3 | 6,2        | 4,7 | 3,0    | 4,0     | 1,6 | 1,4 | 0,9    |     |

Sitzverteilung
| Jahr | Ges. | AfD | Grüne | CDU | Linke | SPD | T. Zastrow | FDP | PARTEI | Piraten |
| ---- | ---- | --- | ----- | --- | ----- | --- | ---------- | --- | ------ | ------- |
| 2019 | 19   | 3   | 4     | 4   | 5     | 2   |            | 1   |        |         |
| 2024 | 21   | 4   | 4     | 4   | 3     | 2   | 1          | 1   | 1      | 1       |

### Stadtbezirk Neustadt
| Jahr | Wbt. | Grüne | Linke | SPD  | CDU | Piraten | AfD | T. Zastrow | PARTEI | DissDD | FDP | FWD | FS  | FB  |
| ---- | ---- | ----- | ----- | ---- | --- | ------- | --- | ---------- | ------ | ------ | --- | --- | --- | --- |
| 2019 | 72,5 | 34,8  | 23,0  | 9,6  | 8,8 | 4,6     | 6,9 |            | 4,7    |        | 4,8 |     |     |     |
| 2024 | 77,0 | 29,1  | 14,7  | 13,4 | 9,3 | 7,8     | 7,7 | 6,0        | 4,1    | 3,2    | 2,4 | 1,1 | 0,6 | 0,6 |

Sitzverteilung
| Jahr | Ges. | Grüne | Linke | SPD | CDU | AfD | FDP | PARTEI | Piraten | DissDD | T. Zastrow |
| ---- | ---- | ----- | ----- | --- | --- | --- | --- | ------ | ------- | ------ | ---------- |
| 2019 | 19   | 7     | 5     | 2   | 1   | 1   | 1   | 1      | 1       |        |            |
| 2024 | 19   | 6     | 3     | 3   | 2   | 1   |     | 1      | 1       | 1      | 1          |

### Stadtbezirk Pieschen
| Jahr | Wbt. | AfD  | CDU  | Grüne | Linke | SPD  | FWD | T. Zastrow | Piraten | PARTEI | FDP | DissDD | FB  |
| ---- | ---- | ---- | ---- | ----- | ----- | ---- | --- | ---------- | ------- | ------ | --- | ------ | --- |
| 2019 | 63,7 | 17,6 | 15,9 | 20,1  | 18,3  | 10,8 | 4,9 |            | 3,1     | 4,2    | 4,5 |        |     |
| 2024 | 68,3 | 21,0 | 15,6 | 13,7  | 12,1  | 12,0 | 5,8 | 5,7        | 5,0     | 3,7    | 2,2 | 1,9    | 1,2 |

Sitzverteilung
| Jahr | Ges. | AfD | Grüne | Linke | CDU | SPD | FWD | T. Zastrow | Piraten | PARTEI | FDP |
| ---- | ---- | --- | ----- | ----- | --- | --- | --- | ---------- | ------- | ------ | --- |
| 2019 | 19   | 4   | 4     | 4     | 3   | 2   | 1   |            |         |        | 1   |
| 2024 | 19   | 4   | 3     | 3     | 3   | 2   | 1   | 1          | 1       | 1      |     |

### Stadtbezirk Klotzsche
| Jahr   | Wbt. | CDU  | AfD  | T. Zastrow | Grüne | Linke | SPD | FDP  | FB  | FWD | Piraten | FS  |
| ------ | ---- | ---- | ---- | ---------- | ----- | ----- | --- | ---- | --- | --- | ------- | --- |
| 120191 | 71,6 | 21,8 | 19,2 |            | 19,1  | 15,5  | 7,8 | 15,5 |     |     |         |     |
| 2024   | 74,4 | 21,5 | 21,0 | 18,4       | 12,7  | 7,4   | 6,6 | 3,5  | 3,4 | 2,1 | 2,0     | 1,5 |

Sitzverteilung
| Jahr   | Ges.    | CDU | AfD | T. Zastrow | Grüne | Linke | SPD | FDP |
| ------ | ------- | --- | --- | ---------- | ----- | ----- | --- | --- |
| 120191 | 11 (12) | 3   | 1   |            | 2     | 2     | 1   | 2   |
| 20242  | 12      | 3   | 2   | 3          | 2     | 1     | 1   |     |

Fußnote
1 11: Da die AfD nur einen der ihr zustehenden 2 Sitze besetzen kann, verringert sich die Gesamtgröße des Beirats von ursprünglich 12 auf 11 Sitze.
2 Auch 2024 bleibt ein Sitz der AfD unbesetzt, denn obwohl die Partei mehr Stimmen erhielt als das Team Zastrow, hat dieses einen Sitz mehr.

### Stadtbezirk Loschwitz
| Jahr | Wbt. | CDU  | Grüne | AfD  | T. Zastrow | SPD  | Linke | FWD | FDP | DissDD |
| ---- | ---- | ---- | ----- | ---- | ---------- | ---- | ----- | --- | --- | ------ |
| 2019 | 77,1 | 24,0 | 24,3  | 13,1 |            | 11,3 | 12,0  | 8,2 | 7,1 |        |
| 2024 | 79,5 | 22,4 | 17,4  | 17,0 | 13,3       | 11,0 | 7,7   | 6,4 | 3,0 | 1,8    |

Sitzverteilung
| Jahr | Ges. | CDU | Grüne | AfD | T. Zastrow | Linke | SPD | FWD | FDP |
| ---- | ---- | --- | ----- | --- | ---------- | ----- | --- | --- | --- |
| 2019 | 13   | 3   | 4     | 2   |            | 1     | 1   | 1   | 1   |
| 2024 | 13   | 3   | 2     | 2   | 2          | 1     | 2   | 1   |     |

### Stadtbezirk Blasewitz
| Jahr   | Wbt. | AfD  | CDU  | Grüne | SPD  | Linke | T. Zastrow | Piraten | FDP | FWD | FB  | DissDD |
| ------ | ---- | ---- | ---- | ----- | ---- | ----- | ---------- | ------- | --- | --- | --- | ------ |
| 120191 | 68,5 | 16,4 | 19,3 | 21,1  | 8,9  | 15,8  |            |         | 7,1 | 3,9 | 2,2 |        |
| 2024   | 72,1 | 20,8 | 20,5 | 16,6  | 10,7 | 9,3   | 9,2        | 3,8     | 3,8 | 3,1 | 1,5 | 0,8    |

Sitzverteilung
| Jahr | Ges. | CDU | AfD | Grüne | SPD | Linke | T. Zastrow | Piraten | FDP | FWD |
| ---- | ---- | --- | --- | ----- | --- | ----- | ---------- | ------- | --- | --- |
| 2019 | 24   | 5   | 4   | 6     | 2   | 4     |            |         | 2   | 1   |
| 2024 | 24   | 5   | 5   | 4     | 3   | 2     | 2          | 1       | 1   | 1   |

Fußnote
1 2019: zusätzlich: PARTEI: 2,6 %, FKD: 2,4 %

### Stadtbezirk Leuben
| Jahr   | Wbt. | AfD  | CDU  | T. Zastrow | Linke | Grüne | SPD | FWD | FDP |
| ------ | ---- | ---- | ---- | ---------- | ----- | ----- | --- | --- | --- |
| 120191 | 66,0 | 26,4 | 22,2 |            | 15,3  | 12,9  | 8,4 |     | 7,9 |
| 2024   | 69,1 | 31,9 | 23,9 | 10,6       | 8,4   | 8,9   | 8,5 | 4,6 | 3,3 |

Sitzverteilung
| Jahr | Ges. | AfD | CDU | T. Zastrow | Linke | Grüne | SPD | FWD | FDP |
| ---- | ---- | --- | --- | ---------- | ----- | ----- | --- | --- | --- |
| 2019 | 15   | 5   | 4   |            | 2     | 2     | 1   |     | 1   |
| 2024 | 15   | 5   | 4   | 2          | 1     | 1     | 1   | 1   |     |

Fußnote
1 2019: zusätzlich: FKD: 4,8 %, Piraten: 2,1 %

### Stadtbezirk Prohlis
| Jahr   | Wbt. | AfD  | CDU  | Linke | Grüne | FWD  | SPD | T. Zastrow | FDP | FWD | FS  | PARTEI | DissDD |
| ------ | ---- | ---- | ---- | ----- | ----- | ---- | --- | ---------- | --- | --- | --- | ------ | ------ |
| 120191 | 62,7 | 20,7 | 18,9 | 15,0  | 14,0  | 10,4 | 8,6 |            | 5,9 | 2,3 |     |        |        |
| 2024   | 65,9 | 27,9 | 20,4 | 8,6   | 10,1  | 8,5  | 8,7 | 6,9        | 2,5 | 2,4 | 2,1 | 1,8    | 0,5    |

Sitzverteilung
| Jahr | Ges. | AfD | CDU | Linke | Grüne | FWD | SPD | T. Zastrow | FDP |
| ---- | ---- | --- | --- | ----- | ----- | --- | --- | ---------- | --- |
| 2019 | 19   | 4   | 4   | 3     | 3     | 2   | 2   |            | 1   |
| 2024 | 19   | 5   | 4   | 2     | 2     | 2   | 2   | 1          | 1   |

### Stadtbezirk Plauen
| Jahr   | Wbt. | CDU  | AfD  | Grüne | SPD  | Linke | T. Zastrow | Piraten | FDP | FB  | FWD | PARTEI | DissDD |
| ------ | ---- | ---- | ---- | ----- | ---- | ----- | ---------- | ------- | --- | --- | --- | ------ | ------ |
| 120191 | 71,4 | 16,3 | 16,4 | 22,2  | 10,6 | 16,8  |            |         | 8,5 | 4,1 |     | 3,0    |        |
| 2024   | 72,9 | 19,6 | 19,4 | 18,0  | 10,9 | 9,4   | 7,2        | 4,0     | 3,6 | 2,7 | 2,1 | 2,1    | 1,1    |

Sitzverteilung
| Jahr | Ges. | CDU | AfD | Grüne | Linke | SPD | T. Zastrow | Piraten | FDP | FB |
| ---- | ---- | --- | --- | ----- | ----- | --- | ---------- | ------- | --- | -- |
| 2019 | 19   | 3   | 3   | 5     | 4     | 2   |            |         | 2   |    |
| 2024 | 19   | 4   | 4   | 3     | 2     | 2   | 1          | 1       | 1   | 1  |

### Stadtbezirk Cotta
| Jahr   | Wbt. | AfD  | CDU  | Grüne | Linke | SPD | T. Zastrow | FWD | Piraten | PARTEI | FDP | FS  | FB  | DissDD |
| ------ | ---- | ---- | ---- | ----- | ----- | --- | ---------- | --- | ------- | ------ | --- | --- | --- | ------ |
| 120191 | 61,4 | 20,4 | 16,2 | 17,5  | 16,6  | 8,9 |            | 6,2 | 2,8     | 3,4    | 5,6 |     |     |        |
| 2024   | 65,7 | 24,9 | 17,2 | 14,1  | 10,1  | 8,3 | 6,5        | 5,5 | 3,6     | 3,0    | 2,9 | 1,7 | 1,2 | 0,9    |

Sitzverteilung
| Jahr | Ges. | AfD | Grüne | Linke | CDU | SPD | T. Zastrow | Piraten | PARTEI | FWD | FDP |
| ---- | ---- | --- | ----- | ----- | --- | --- | ---------- | ------- | ------ | --- | --- |
| 2019 | 21   | 5   | 4     | 4     | 4   | 2   |            |         |        | 1   | 1   |
| 2024 | 21   | 5   | 3     | 2     | 4   | 2   | 1          | 1       | 1      | 1   | 1   |

## Ortschaftsratswahlen
Ortschaftsratswahlen finden in etlichen ehemals selbstständigen Gemeinden, die 1997 und 1999 in die Stadt Dresden eingegliedert wurden, am Tag der Stadtratswahlen zusätzlich statt.

### Ortschaft Altfranken
Stimmenanteile der Parteien in Prozent
| Jahr | Wbt. | FWA  | SPD  | FWD  | Linke | CDU  |
| ---- | ---- | ---- | ---- | ---- | ----- | ---- |
| 1999 | 62,6 | 58,0 |      |      |       | 42,0 |
| 2004 | 50,8 | 96,3 |      |      |       |      |
| 2009 | 56,7 | 87,2 |      |      | 12,8  |      |
| 2014 | 63,7 | 77,6 | 10,2 |      | 12,2  |      |
| 2019 | 64,0 | 91,4 | 8,6  |      |       |      |
| 2024 | 83,7 | 68,5 | 17,9 | 13,6 |       |      |

Sitzverteilung
| Jahr | Gesamt | FWA | SPD | FWD | CDU |
| ---- | ------ | --- | --- | --- | --- |
| 1999 | 6      | 4   |     |     | 2   |
| 2004 | 6      | 6   |     |     |     |
| 2009 | 6      | 6   |     |     |     |
| 2014 | 6      | 6   |     |     |     |
| 2019 | 6      | 6   |     |     |     |
| 2024 | 6      | 4   | 1   | 1   |     |

### Ortschaft Cossebaude
Stimmenanteile der Parteien in Prozent
| Jahr   | Wbt. | CDU  | AfD  | Grüne | SPD  | FWD | FB  | FDP | Linke | DSU | BILQ | AFW |
| ------ | ---- | ---- | ---- | ----- | ---- | --- | --- | --- | ----- | --- | ---- | --- |
| 1999   | 55,0 | 57,6 |      | 2,4   | 13,5 |     |     |     | 13,2  | 3,8 |      | 9,4 |
| 120041 | 47,8 | 51,6 |      | 2,9   | 10,0 |     |     | 2,6 | 12,8  |     | 16,4 | 3,7 |
| 2009   | 51,4 | 60,9 |      |       | 15,9 |     |     | 4,7 | 15,1  | 3,5 |      |     |
| 2014   | 52,3 | 60,7 |      |       | 16,5 |     |     | 4,9 | 17,8  |     |      |     |
| 2019   | 73,9 | 45,3 | 22,5 | 10,6  | 7,5  |     |     | 3,4 | 10,7  |     |      |     |
| 2024   | 73,2 | 47,7 | 29,4 | 8,3   | 5,4  | 4,0 | 3,8 | 1,4 |       |     |      |     |

Sitzverteilung
| Jahr | Gesamt | CDU | AfD | Grüne | SPD | Linke | BILQ | AFW |
| ---- | ------ | --- | --- | ----- | --- | ----- | ---- | --- |
| 1999 | 10     | 7   |     |       | 1   | 1     |      | 1   |
| 2004 | 10     | 6   |     |       | 1   | 1     | 2    |     |
| 2009 | 10     | 7   |     |       | 2   | 1     |      |     |
| 2014 | 10     | 7   |     |       | 1   | 2     |      |     |
| 2019 | 10     | 6   | 2   | 1     |     | 1     |      |     |
| 2024 | 10     | 5   | 3   | 1     | 1   |       |      |     |

### Ortschaft Gompitz
Stimmenanteile der Parteien in Prozent
| Jahr   | Wbt. | FWG  | CDU  | Linke | FDP | NPD |
| ------ | ---- | ---- | ---- | ----- | --- | --- |
| 119991 | 65,4 |      | 74,8 | 10,3  |     |     |
| 2004   | 54,8 | 32,2 | 53,2 | 14,5  |     |     |
| 2009   | 59,1 | 30,4 | 57,8 | 8,6   |     | 3,1 |
| 2014   | 63,5 | 25,8 | 58,9 | 12,0  | 3,3 |     |
| 2019   | 75,4 | 68,1 | 24,4 | 7,4   |     |     |
| 2024   | 70,6 | 69,3 | 26,2 | 4,6   |     |     |

Sitzverteilung
| Jahr | Gesamt | FWG | CDU | Linke | SPD |
| ---- | ------ | --- | --- | ----- | --- |
| 1999 | 14     |     | 12  | 1     | 1   |
| 2004 | 14     | 4   | 8   | 2     |     |
| 2009 | 14     | 4   | 9   | 1     |     |
| 2014 | 14     | 4   | 9   | 1     |     |
| 2019 | 14     | 10  | 3   | 1     |     |
| 2024 | 14     | 9   | 4   | 1     |     |

Fußnote
1 1999: zusätzlich: SPD: 9,5 %, DSU: 3,1 %, FDP: 2,2 %

### Ortschaft Langebrück
Stimmenanteile der Parteien in Prozent
| Jahr  | Wbt. | CDU  | AfD  | Grüne | FDP  | FWD | FS   | Linke | SPD  | DSU |
| ----- | ---- | ---- | ---- | ----- | ---- | --- | ---- | ----- | ---- | --- |
| 1999  | 57,0 | 50,8 |      |       | 2,5  |     |      | 18,1  | 25,2 | 3,4 |
| 2004  | 55,9 | 65,4 |      |       |      |     |      | 19,6  | 15,0 |     |
| 2009  | 62,1 | 51,9 |      | 12,0  | 5,5  |     |      | 14,1  | 12,1 | 4,4 |
| 2014  | 64,8 | 52,8 |      | 16,9  | 4,7  |     |      | 17,0  | 8,6  |     |
| 2019  | 79,5 | 35,4 | 14,9 | 19,4  | 14,3 |     |      | 10,3  | 5,7  |     |
| 20241 | 81,2 | 39,1 | 16,7 | 15,4  | 8,0  | 6,6 | 6,51 | 4,3   | 3,4  |     |

Sitzverteilung
| Jahr  | Gesamt | CDU | AfD | Grüne | FDP | FWD | FS | Linke | SPD |
| ----- | ------ | --- | --- | ----- | --- | --- | -- | ----- | --- |
| 1999  | 8      | 5   |     |       |     |     |    | 1     | 2   |
| 2004  | 10     | 7   |     |       |     |     |    | 2     | 1   |
| 2009  | 10     | 7   |     | 1     |     |     |    | 1     | 1   |
| 2014  | 10     | 6   |     | 1     |     |     |    | 2     | 1   |
| 2019  | 9      | 4   | 1   | 2     | 1   |     |    | 1     |     |
| 20241 | 10     | 4   | 2   | 1     | 1   | 1   | 1  |       |     |

1 Bei der Ortschaftsratswahl in Langebrück wurden 2024 über 100 Stimmzettel zu Gunsten der Freien Sachsen gefälscht. Der Betrug fiel erst im Zuge der Landtagswahl etwa ein halbes Jahr später auf. Das amtliche Endergebnis war zu diesem Zeitpunkt bereits festgestellt. Zu Einzelheiten siehe den Abschnitt Unregelmäßigkeiten im Artikel Landtagswahl in Sachsen 2024.

### Ortschaft Mobschatz
Stimmenanteile der Parteien in Prozent
| Jahr | Wbt. | CDU  | FWM  | AfD  | FB   | Linke | SPD  | FDP | Grüne |
| ---- | ---- | ---- | ---- | ---- | ---- | ----- | ---- | --- | ----- |
| 1999 | 60,0 | 44,7 | 39,9 |      |      |       | 8,7  |     | 6,7   |
| 2004 | 53,8 | 51,1 | 48,9 |      |      |       |      |     |       |
| 2009 | 54,9 | 43,6 | 37,1 |      |      | 11,6  | 7,7  |     |       |
| 2014 | 58,7 | 44,2 | 34,6 |      |      |       | 14,4 | 6,8 |       |
| 2019 | 59,1 | 52,9 | 36,0 |      | 11,1 |       |      |     |       |
| 2024 | 81,9 | 49,2 | 26,7 | 17,5 | 6,6  |       |      |     |       |

Sitzverteilung
| Jahr | Gesamt | CDU | FWM | AfD | FB | SPD | Linke |
| ---- | ------ | --- | --- | --- | -- | --- | ----- |
| 1999 | 9      | 5   | 4   |     |    |     |       |
| 2004 | 9      | 5   | 4   |     |    |     |       |
| 2009 | 9      | 4   | 4   |     |    |     | 1     |
| 2014 | 9      | 5   | 3   |     |    | 1   |       |
| 2019 | 9      | 5   | 3   |     | 1  |     |       |
| 2024 | 9      | 4   | 2   | 2   | 1  |     |       |

### Ortschaft Oberwartha
Stimmenanteile der Parteien in Prozent
| Jahr | Wbt. | FWO  | Aktiv | Neue | DSU |
| ---- | ---- | ---- | ----- | ---- | --- |
| 1999 | 57,2 | 95,0 |       |      | 5,0 |
| 2004 | 52,3 | 97,7 |       |      |     |
| 2009 | 57,0 | 99,7 |       |      |     |
| 2014 | 62,2 | 97,4 |       |      |     |
| 2019 | 66,7 | 55,5 |       | 37,9 |     |
| 2024 | 83,8 | 72,2 | 27,8  |      |     |

Sitzverteilung
| Jahr | Gesamt | FWO | Aktiv | Neue |
| ---- | ------ | --- | ----- | ---- |
| 1999 | 5      | 5   |       |      |
| 2004 | 5      | 5   |       |      |
| 2009 | 5      | 5   |       |      |
| 2014 | 5      | 5   |       |      |
| 2019 | 5      | 3   |       | 2    |
| 2024 | 5      | 4   | 1     |      |

### Ortschaft Schönborn
Stimmenanteile der Parteien in Prozent
| Jahr   | Wbt. | FWS  | FDP | CDU  |
| ------ | ---- | ---- | --- | ---- |
| 119991 | 75,6 | 73,2 |     | 16,8 |
| 2004   | 63,8 | 96,1 |     |      |
| 2009   | 78,1 | 78,2 |     | 21,8 |
| 2014   | 71,9 | 92,6 | 7,4 |      |
| 2019   | 78,2 | 90,7 | 9,3 |      |
| 2024   | 85,9 | 95,1 | 4,9 |      |

Sitzverteilung
| Jahr | Gesamt | FWS | CDU |
| ---- | ------ | --- | --- |
| 1999 | 8      | 7   | 1   |
| 2004 | 8      | 8   |     |
| 2009 | 8      | 7   | 1   |
| 2014 | 8      | 8   |     |
| 2019 | 8      | 8   |     |
| 2024 | 8      | 8   |     |

Fußnote
1 1999: zusätzlich: Linke (PDS): 6,6 %, FDP: 3,4 %

### Ortschaft Schönfeld-Weißig
Stimmenanteile der Parteien in Prozent
| Jahr | Wbt. | WfH  | AfD  | CDU  | FDP   | Grüne | SPD  | Linke | PARTEI | UWS  | NPD |
| ---- | ---- | ---- | ---- | ---- | ----- | ----- | ---- | ----- | ------ | ---- | --- |
| 1999 | 62,3 |      |      | 68,1 | 1,9   | 3,0   | 12,3 | 8,8   |        | 4,9  |     |
| 2004 | 53,5 |      |      | 57,5 | 05,57 | 05,63 | 11,3 | 10,8  |        | 9,3  |     |
| 2009 | 57,6 |      |      | 52,3 | 13,1  | 8,4   | 7,7  | 8,1   |        | 6,7  | 3,7 |
| 2014 | 59,4 |      |      | 53,1 | 6,2   | 12,1  | 7,0  | 11,0  |        | 10,6 |     |
| 2019 | 72,3 |      | 14,8 | 33,9 | 5,2   | 14,6  | 6,6  | 7,5   |        | 17,4 |     |
| 2024 | 78,2 | 28,6 | 25,9 | 25,4 | 1,8   | 7,9   | 5,6  | 3,4   | 1,4    |      |     |

Sitzverteilung
| Jahr | Gesamt | WfH | AfD | CDU | Grüne | SPD | Linke | UWS | FDP |
| ---- | ------ | --- | --- | --- | ----- | --- | ----- | --- | --- |
| 1999 | 19     |     |     | 15  |       | 2   | 1     | 1   |     |
| 2004 | 19     |     |     | 12  | 1     | 2   | 2     | 1   | 1   |
| 2009 | 19     |     |     | 12  | 1     | 1   | 1     | 1   | 3   |
| 2014 | 19     |     |     | 11  | 2     | 1   | 2     | 2   | 1   |
| 2019 | 19     |     | 3   | 7   | 3     | 1   | 1     | 3   | 1   |
| 2024 | 19     | 5   | 5   | 5   | 2     | 1   | 1     |     |     |

### Ortschaft Weixdorf
Stimmenanteile der Parteien in Prozent
| Jahr   | Wbt.                              | CDU                               | SFW                               | ZWx                               | Linke                             | FDP                               | Grüne                             |
| ------ | --------------------------------- | --------------------------------- | --------------------------------- | --------------------------------- | --------------------------------- | --------------------------------- | --------------------------------- |
| 119991 | 56,3                              | 48,2                              | 20,6                              |                                   | 14,5                              | 3,1                               | 6,7                               |
| 2004   | 52,0                              | 46,4                              | 33,5                              |                                   | 20,1                              |                                   |                                   |
| 2009   | 56,3                              | 42,9                              | 39,2                              |                                   | 12,4                              | 5,5                               |                                   |
| 2014   | 60,2                              | 56,5                              | 29,0                              |                                   | 12,2                              | 2,3                               |                                   |
| 2019   | 75,2                              | 31,4                              | 30,3                              | 24,0                              | 9,7                               | 4,6                               |                                   |
| 2024   | Nachholtermin: Ergebnis steht aus | Nachholtermin: Ergebnis steht aus | Nachholtermin: Ergebnis steht aus | Nachholtermin: Ergebnis steht aus | Nachholtermin: Ergebnis steht aus | Nachholtermin: Ergebnis steht aus | Nachholtermin: Ergebnis steht aus |

Sitzverteilung
| Jahr | Gesamt                            | CDU                               | SFW                               | ZWx                               | Linke                             |
| ---- | --------------------------------- | --------------------------------- | --------------------------------- | --------------------------------- | --------------------------------- |
| 1999 | 12                                | 7                                 | 3                                 |                                   | 2                                 |
| 2004 | 12                                | 6                                 | 4                                 |                                   | 2                                 |
| 2009 | 12                                | 6                                 | 5                                 |                                   | 1                                 |
| 2014 | 12                                | 7                                 | 4                                 |                                   | 1                                 |
| 2019 | 12                                | 4                                 | 4                                 | 3                                 | 1                                 |
| 2024 | Nachholtermin: Ergebnis steht aus | Nachholtermin: Ergebnis steht aus | Nachholtermin: Ergebnis steht aus | Nachholtermin: Ergebnis steht aus | Nachholtermin: Ergebnis steht aus |